# تحصیل لاهور
تحصیل لاهور (به انگلیسی: Lahor Tehsil) یک تحصیل در پاکستان است که در خیبر پختونخوا واقع شده‌است.